# Infiniti QX70
El modelo Infiniti QX70 es el sucesor del Infiniti FX a partir de 2013. 
El Infiniti QX70 Sport 2015 viene equipado con un motor V6 de 3.7 litros y 24 válvulas variables, que desarrolla 327 caballos de potencia y 267 lb-pie (362 Nm) de fuerza.